# Lliga neerlandesa de futbol 1904-05
La Lliga neerlandesa de futbol 1904–1905 va ser disputada per divuit equips que participaven en dues divisions. La divisió oest s'havia dividit durant les dues últimes temporades, però es va tornar a combinar. El campió nacional seria determinat per un play-off amb els guanyadors de la divisió de futbol oriental i occidental dels Països Baixos. L'HVV Den Haag va guanyar el campionat en vèncer el PW 4-1 i 4-2.

## Nous equips
Eerste Klasse Est:
- RKVV Wilhelmina

Eerste Klasse Oest:
- DFC
- HC & CV Quick

## Divisions

### Eerste Klasse Est
| Pos | Equipo          | PJ | PG | PE | PP | GF | GC | Pts | DG  | Notas                              |
| --- | --------------- | -- | -- | -- | -- | -- | -- | --- | --- | ---------------------------------- |
| 1   | PW              | 10 | 8  | 0  | 2  | 44 | 15 | 16  | +29 | Classificat al play-off pel títol. |
| 2   | SBV Vitesse     | 10 | 6  | 3  | 1  | 36 | 19 | 15  | +17 |                                    |
| 3   | Quick Nijmegen  | 10 | 4  | 2  | 4  | 26 | 26 | 10  | 0   |                                    |
| 4   | Koninklijke UD  | 10 | 3  | 1  | 6  | 24 | 30 | 7   | -6  |                                    |
| 5   | RKVV Wilhelmina | 10 | 3  | 1  | 6  | 23 | 41 | 7   | -18 |                                    |
| 6   | GVC Wageningen  | 10 | 2  | 1  | 7  | 16 | 38 | 5   | -22 |                                    |

PJ = Partits jugats; PG = Partits guanyats; PE = Partits empatats; PP = Partits perduts; GF = Gols a favor; GC = Gols en contra; Pts = Punts; DG = Diferència de gols

### Eerste Klasse Oest
| Pos | Equipo                   | PJ | PG | PE | PP | GF | GC  | Pts | DG  | Notas                              |
| --- | ------------------------ | -- | -- | -- | -- | -- | --- | --- | --- | ---------------------------------- |
| 1   | HVV Den Haag             | 22 | 12 | 6  | 4  | 61 | 32  | 30  | +29 | Classificat al play-off pel títol. |
| 2   | DFC                      | 22 | 12 | 6  | 4  | 62 | 39  | 30  | +23 |                                    |
| 3   | Koninklijke HFC          | 22 | 12 | 1  | 9  | 64 | 45  | 25  | +19 |                                    |
| 4   | CVV Velocitas            | 22 | 10 | 4  | 8  | 72 | 61  | 24  | +11 |                                    |
| 5   | Sparta Rotterdam         | 22 | 10 | 4  | 8  | 46 | 44  | 24  | +2  |                                    |
| 6   | Ajax Sportman Combinatie | 22 | 10 | 3  | 9  | 59 | 53  | 23  | +6  |                                    |
| 7   | Hercules                 | 22 | 10 | 3  | 9  | 52 | 47  | 23  | +5  |                                    |
| 8   | HFC Haarlem              | 22 | 10 | 2  | 10 | 73 | 54  | 22  | +19 |                                    |
| 9   | HBS Craeyenhout          | 22 | 9  | 4  | 9  | 63 | 51  | 22  | -8  |                                    |
| 10  | HC & CV Quick            | 22 | 8  | 6  | 8  | 53 | 46  | 22  | -7  |                                    |
| 11  | RAP                      | 22 | 4  | 3  | 15 | 35 | 82  | 11  | -47 | No participa la propera temporada. |
| 12  | Rapiditas Rotterdam      | 22 | 3  | 2  | 17 | 30 | 116 | 8   | -86 | No participa la propera temporada. |

PJ = Partits jugats; PG = Partits guanyats; PE = Partits empatats; PP = Partits perduts; GF = Gols a favor; GC = Gols en contra; Pts = Punts; DG = Diferència de gols

### Play-off pel campionat
| Equip 1      | Global | Equip 2 | Anada | Tornada |
| ------------ | ------ | ------- | ----- | ------- |
| HVV Den Haag | 8–3    | PW      | 4–1   | 4–2     |

L'HVV Den Haag va guanyar el campionat.